# Brovada
La brovada (brovade o bruade in friulano) è un piatto tipico della cucina friulana, usato per accompagnare carni arrosto o bollite, abbinabile con il vino. Dal 2011 è anche riconosciuto marchio DOP.
Si ottiene tagliando in piccole fettine (più grosse dei crauti) delle rape a colletto viola macerate nelle vinacce e cucinandole a lungo in pentola, con olio, alloro, e spesso un pezzo di carne di maiale (costa o musetto o altro taglio grasso del maiale).

## Preparazione
Il processo d'ottenimento delle rape macerate nelle vinacce ha inizio con la fine del processo di vinificazione.
Le vinacce d'uva nera sgrondate dal vino sono lasciate in un contenitore da cui possa continuare il processo di sgocciolamento per parecchi giorni al fine di ottenere l'acidificazione delle vinacce medesime per opera anche dei moscerini dell'aceto.
Il processo d'acidificazione può essere accelerato con l'impiego del torchio; pressando le vinacce e lasciandole fermentare pressate uno o due giorni, si ottiene un aumento dell'acidità. 
Una volta ottenute, le vinacce acide si mescolano agli scarti del vino, alla morchia che si recupera dai travasi, e all'acqua.
A questo punto non resta che cogliere le rape, tagliare la parte verde e con l'uso di una roncola operare un taglio a forma di scodellino sulla parte alta ottenendone una sede dal quale entrerà l'aceto durante la macerazione.
Le rape vanno poste in un contenitore tipo tinozza a strati con la parte tagliata verso l'alto e tra uno e l'altro strato s'interpone della vinaccia in modo da evitare che le rape si muovano. Su ogni strato di vinaccia si aggiunge poco sale marino.
Al completamento degli strati si aggiunge il liquido acido che deve raggiungere il livello dell'ultimo strato di vinaccia al fine di evitare che si formi della muffa.
Nei primi giorni di macerazione controllare il livello del liquido per evitare che scenda, e nel caso aggiungere o aceto o acqua o vino
Il processo di macerazione dipende dalla temperatura e può variare da uno a due mesi dopo di che le rape si conservano ma con il giungere della primavera e quindi del caldo cominciano a degenerare. Pertanto la brovada è usualmente una pietanza invernale.
Le rape vengono lasciate a fermentare a contatto con vinacce, preferibilmente di uva nera, per circa un mese, dopodiché vengono estratte, sbucciate e tagliate.
La brovada è di colore bianco, rosato o violetto, il profumo è consistente, mentre il sapore è acido e forte.
La brovada è utilizzata per accompagnare o guarnire altri cibi (principalmente carni). Tipicamente viene abbinata al musetto (muset), tipico insaccato friulano simile al cotechino.

## Brovada carsolina
Ha preso il nome dalla sorella friulana, ma originalmente veniva detta rava garba, cioè rapa acida.